# Leptostylis hexaspinula
Leptostylis hexaspinula is een zeekommasoort uit de familie van de Diastylidae. De wetenschappelijke naam van de soort is voor het eerst geldig gepubliceerd in 1990 door Liu & Liu.